# Trophée Allen-Paradice
Le trophée Allen-Paradice (en anglais : Allen Paradice Memorial Trophy) est un trophée de hockey sur glace remis au meilleur arbitre de la Ligue de hockey de l'Ouest. Le vainqueur est nommé à la suite d'un vote des entraîneurs-chefs et des directeurs généraux de la LHOu.
Le trophée fut créé pour honorer Allan Paradise qui fut durant plusieurs saisons arbitre dans cette ligue et qui fut durant les années 1980 le directeur des officiels. Plusieurs officiels ayant remporté ce titre ont rejoint la Ligue nationale de hockey par la suite.

## Gagnant du trophée
| Saison    | Récipiendaire    |             |
| --------- | ---------------- | ----------- |
| 1994-1995 | Tom Kowal        |             |
| 1995-1996 | Lonnie Cameron   |             |
| 1996-1997 | Tom Kowal        |             |
| 1997-1998 | Brad Meier       |             |
| 1998-1999 | Kelly Sutherland |             |
| 1999-2000 | Mike Hasenfratz  |             |
| 2000-2001 | Kevin Acheson    |             |
| 2001-2002 | Kevin Acheson    |             |
| 2002-2003 | Steve Kozari     |             |
| 2003-2004 | Rob Matsuoka     |             |
| 2004-2005 | Rob Matsuoka     |             |
| 2005-2006 | Kyle Rehman      |             |
| 2006-2007 | Andy Theissen    |             |
| 2007-2008 | Andy Theissen    |             |
| 2008-2009 | Chris Savage     |             |
| 2009-2010 | Chris Savage     |             |
| 2010-2011 | Matt Kirk        |             |
| 2011-2012 | Pat Smith        |             |
| 2012-2013 | Nathan Wieler    |             |
| 2013-2014 | Nathan Wieler    |             |
| 2014-2015 | Reagan Vetter    |             |
| 2015-2016 | Chris Schlenker  |             |
| 2016-2017 | Brett Iverson    |             |
| 2017-2018 | Brett Iverson    |             |
| 2018-2019 | Brett Iverson    |             |
| 2019-2020 | Jeff Ingram      |             |
| 2020-2021 | Non décerné      | Non décerné |
| 2021-2022 | Chris Crich      |             |
| 2022-2023 | Chris Crich      |             |
| 2023-2024 | Jeff Ingram      |             |
| 2024-2025 | Mike Langin      |             |